# Луїджі Брейнс
Луїджі Брейнс (нід. Luigi Bruins, нар. 9 березня 1987, Роттердам) — нідерландський футболіст, півзахисник клубу «Ексельсіор» (Роттердам).
Виступав, зокрема, за клуб «Феєнорд», а також молодіжну збірну Нідерландів, у складі якої — переможець молодіжного Євро-2007.

## Клубна кар'єра
У дорослому футболі дебютував 2004 року виступами за команду клубу «Ексельсіор» (Роттердам), в якій провів три сезони, взявши участь у 66 матчах чемпіонату. 
Своєю грою за цю команду привернув увагу представників тренерського штабу клубу «Феєнорд», до складу якого приєднався 2007 року. Відіграв за команду з Роттердама наступні чотири сезони своєї ігрової кар'єри. У розіграші 2007/08 ставав у складі команди володарем Кубка Нідерландів.
Згодом з 2011 по 2014 рік грав у складі австрійського «Ред Булл», роттердамського «Ексельсіора» та французької «Ніцци».
2014 року знову повернувся до рідного «Ексельсіора». Відтоді відіграв за команду з Роттердама ще понад 100 матчів у національному чемпіонаті.

## Виступи за збірну
Протягом 2007–2008 років залучався до складу молодіжної збірної Нідерландів. На молодіжному рівні зіграв у 10 офіційних матчах, забив 2 голи. У складі нідерландської «молодіжки» став переможцем молодіжного Євро-2007 року.

## Титули і досягнення
- Володар Кубка Нідерландів (1):

«Феєнорд»: 2007/08
- Чемпіон Європи серед молодіжних команд (1):

Нідерланди U-21: 2007